# Битва в казармах Ньюри
Битва в казармах Ньюри, в историографии Великобритании Миномётный обстрел Ньюри (англ. Newry mortar attack) — вооружённое столкновение между боевиками Временной ИРА и Королевской полицией Ольстера на полицейском участке на Корри-Скуэйр в городе Ньюри, произошедшее 28 февраля 1985. В результате обстрела из самодельного миномёта Mk 10 были убиты девять человек и ранено 37. Понесённые Королевской полицией Ольстера единовременные потери считаются самыми большими за всю историю конфликта.

## Предыстория
На вооружении Временной ИРА (в частности, на вооружении Южно-Арманской бригады) состояли самодельные миномёты, которые, однако, не были достаточно эффективными. Между 1973 и 1978 годами была произведена 71 подобная атака из миномётов, однако непосредственный урон так и не был нанесён британским войскам или полиции Ольстера. Только два раза были зафиксированы случаи смерти в результате подобных атак: 19 марта 1979 в Ньютаунхэмильтоне погиб от взрыва рядовой Питер Вулмор из полка Её Величества, а 12 ноября 1983 в Кэррикморе на полицейском участке был убит офицер полиции и ещё несколько человек ранены.

## Атака
Атаку в Ньюри спланировала Южно-Арманская бригада ИРА. Вечером 28 февраля 1985 из миномёта Mk 10, установленного позади угнанного из Кроссмэглена автомобиля марки Ford, были произведены девять выстрелов. Восемь снарядов перелетели через здание полицейского участка на Корри-Скуэйр и не попали в цель, но девятый снаряд массой 50 фунтов взорвался прямо в здании. Девять человек были убиты, 37 были ранены (из них 25 гражданских полицейских). Эта атака стала самой смертоносной в истории Королевской полиции Ольстера.
Жертвами стали:
- Главный инспектор Александр Дональдсон (41 год), кузен политика-униониста Джеффри Дональдсона
- Детектив, сержант Джон Томас Доуд (31 год)
- Детектив, констебль Айви Уинифред Келли (29 лет)
- Констебль Дэвид Питер Топпинг (22 года)
- Констебль резерва Джеффри К. Кэмпбелл (24 года)
- Констебль резерва Пол Хилари Макферран (33 года)
- Констебль резерва Розмари Э. Макгукин (27 лет)
- Констебль резерва Шон Брайан Макгенри (19 лет)
- Констебль резерва Денис Энтони Прайс (22 года)

## Последствия
Британская пресса окрестила случившееся «кровавым четвергом». Премьер-министр Великобритании Маргарет Тэтчер назвала атаку «варварской», а премьер-министр Ирландии Гаррет Фитцджеральд — «жестокой и циничной», призвав на помощь Ирландские службы безопасности в деле поиска ответственных за нападение. Был арестован тотчас же Имон Коллинз, член отделения ИРА в Ньюри, который не был причастен к атаке. Спустя пять дней Коллинз сдался и выдал полиции более дюжины членов ИРА, которые вскоре были арестованы. После атаки унионисты призвали усилить безопасность, а правительство Великобритании выделило средства на программу реконструкции военных баз для защиты от подобных атак. Это привело к строительству усиленных крыш и взрывоустойчивых стен вокруг баз.
Ещё девять подобных атак были организованы в том же 1985 году боевиками ИРА. 4 сентября в Эннискиллене был обстрелян тренировочный центр, откуда чудом спаслись 30 кадетов, воспользовавшись невнимательностью ИРА и отсутствием разведданных: они завтракали в момент атаки, а не спали, как предполагали боевики ИРА. В ноябре 1986 года повторная атака была организована в Ньюри, однако снаряды из миномёта не попали по нужной цели и взорвались в домах католиков: 4-летняя девочка была серьёзно ранена, ещё пострадало 38 человек. ИРА вскоре признала, что «этот инцидент поставил их перед справедливой критикой».